# Rhynchospora harperi
Rhynchospora harperi är en halvgräsart som beskrevs av John Kunkel Small. Rhynchospora harperi ingår i släktet småag, och familjen halvgräs. Inga underarter finns listade i Catalogue of Life.